# Коровино (Меленковский район)
Коровино — село в Меленковском районе Владимирской области России, входит в состав Даниловского сельского поселения.

## География
Село расположено в 7 км на юго-восток от центра поселения деревни Данилово и в 8 км на северо-запад от райцентра города Меленки.

## История
До 1875 года Коровино было деревней, входившей в состав Синжанского прихода. Палатою государственных имуществ, в ведении коей находилась деревня Коровино, устроен каменный храм. Постройка начата в 1866 году, в 1875 году храм был освящен и в Коровине открыт самостоятельный приход. В 1893 году при храме устроена каменная колокольня. Престол в храме один - во имя Рождества Пресвятой Богородицы. с 1882 года в селе Коровине существовала церковно-приходская школа.
В конце XIX — начале XX века Коровино — крупное село в составе Архангельской волости Меленковского уезда.
С 1929 года село являлось центром Коровинского сельсовета в составе Меленковского района Владимирской области, позднее вплоть до 2005 года входило в состав Большеприклонского сельсовета.

## Население
| 1859 | 1897 | 1926 |
| ---- | ---- | ---- |
| 685  | 1045 | 1517 |

| 1859 | 1897  | 1905  | 1926  | 2002 | 2010 | 2021 |
| ---- | ----- | ----- | ----- | ---- | ---- | ---- |
| 685  | ↗1045 | ↗1281 | ↗1517 | ↘325 | ↗326 | ↘296 |

## Известные люди
- Ермакова, Мария Ивановна (1894—1969) — советская учительница, директор нескольких школ города Свердловска.

## Достопримечательности
В селе находится Церковь Рождества Пресвятой Богородицы (1866).